# 1975年欧洲超级杯
1975年欧洲超级杯在1975年9月9日至10月6日举行，由拜仁慕尼黑对阵基辅迪纳摩，后者以总比分3-0夺冠。